# Karin Ström
Karin Ström (Kristianstad, 1977) escritora y cantautora sueca.
Es hija de Eva Ström y en 1997 se instaló en Londres, donde estudió neurociencia en el University College de Londres y comenzó con sus pinitos como cantautora. 
Tras 5 años en Londres, pasó uno en Los Ángeles, antes de afincarse en Estocolmo, donde comienza a grabar canciones y discos. 

## Discografía
- En saga om en sten (2007)
- Fantomhalvan (2010)
- Till allt som varit dött (2018)

- Datos: Q4980912
- Multimedia: Karin Ström / Q4980912